# منتصر الوحيشي
منتصر الوحيشي (بالفرنسية: Montasser Louhichi)‏، من مواليد 4 فبراير 1974 في جرجيس، تونس. هو مدرب كرة قدم تونسي يشغل حاليا موقع المدرب المؤقت لمنتخب تونس.